# Greta Almroth
Greta Almroth (Stoccolma, 15 aprile 1888 – Stoccolma, 24 luglio 1981) è stata un'attrice svedese.
Greta Almroth ha studiato presso l'accademia teatrale Elin Svensson e ha debuttato nel 1908. È stata una delle prime star cinematografiche svedesi e ha preso parte ad una buona trentina di film. Dopo le riprese di Folket i Simlångsdalen, del 1924, ha preso una lunga pausa dal cinema durante la quale ha soggiornato negli USA, per poi tornare sulle maggiori scene svedesi con il regista Knut Lindroth.
È sepolta presso il cimitero Norra begravningsplatsen di Stoccolma.

## Filmografia
- Ett hemligt giftermål, regia di Victor Sjöström (1912)
- Säterjäntan, regia di John Ekman (1912)
- Blodets röst, regia di Victor Sjöström (1913)
- Dömen icke, regia di Victor Sjöström (1914)
- Hjärtan som mötas, regia di Victor Sjöström (1914)
- Högfjällets dotter, regia di Victor Sjöström (1914)
- En av de många, regia di Victor Sjöström (1915)
- Hans hustrus förflutna, regia di Mauritz Stiller (1915)
- Kampen om en Rembrandt, regia di Edmond Hansen (1915)
- Skomakare, bliv vid din läst, regia di Victor Sjöström (1915)
- Sonad skuld, regia di Victor Sjöström (1915)
- Enslingens hustru, regia di Fritz Magnussen (1916)
- Guldspindeln, regia di Fritz Magnussen (1916)
- Gli avvoltoi del mare (Havsgamar), regia di Victor Sjöström (1916)
- I elfte timmen, regia di Fritz Magnussen (1916)
- Lyckonålen, regia di Mauritz Stiller (1916)
- Millers dokument, regia di Konrad Tallroth (1916)
- På detta numera vanliga sätt, regia di Edmond Hansen (1916)
- Ålderdom och dårskap, regia di Edmond Hansen (1916)
- Allt hämnar sig, regia di Konrad Tallroth (1917)
- Envar sin egen lyckas smed, regia di Egil Eide (1917)
- Miljonarvet, regia di Konrad Tallroth (1917)
- La ragazza della torbiera di Stormyr (Tösen från Stormyrtorpet), regia di Victor Sjöström (1917)
- Il testamento di sua grazia (Hans nåds testamente), regia di Victor Sjöström (1919)
- Il canto del fiore rosso (Sången om den eldröda blomman), regia di Mauritz Stiller (1919)
- Mästerman, regia di Victor Sjöström (1920)
- La vedova del pastore (Prästänkan), regia di Carl Theodor Dreyer (1920)
- Folket i Simlångsdalen, regia di Theodor Berthels (1924)
- Havets melodi, regia di John W. Brunius e Guglielmo di Svezia (1934)
- John Ericsson - segraren vid Hampton Roads, regia di Gustaf Edgren (1937)
- Goda vänner och trogna grannar, regia di Weyler Hildebrand (1938)
- Västkustens hjältar, regia di Lau Lauritzen e Alice O'Fredericks (1940)

## Teatro (parziale)
- En smålänning, eller Sin egen lyckas smed, di Algot Sandberg, all'Östermalmsteatern di Stoccolma (1908)